# Alfa-sinucleina
L'α-sinucleina è una proteina che, negli esseri umani, è codificata dal gene SNCA. Un frammento dell'α-sinucleina, noto come il componente non-Aβ (NAC) dell'amiloide nella malattia di Alzheimer e individuato originariamente in una frazione arricchita di amiloide, si credeva, dopo aver clonato il cDNA completo, che fosse un componente della sua proteina precursore, la NACP. È stato poi determinato che la NACP era l'omologa umana della sinucleina nelle torpedini. Pertanto, la NACP è ora indicata come α-sinucleina umana.
Recentemente la veridicità di questa interpretazione è messa seriamente in discussione

## Significato clinico
α-sinucleina viene classicamente considerata come una proteina solubile. Nonostante questo, α-sinucleina può formare aggregati proteici insolubili in diverse patologie neurologiche, quali la malattia di Parkinson, la demenza con i corpi di Lewy, l'atrofia multi-sistemica. Questi aggregati prendono il nome di corpi di Lewy o di inclusioni citoplasmatiche gliali, a seconda se si formano all'interno dei neuroni o all'interno delle cellule della glia. Queste malattie sono conosciute come sinucleinopatie.
Sinucleinopatie sono state trovate anche nella malattia di Alzheimer, sia in casi sporadici sia in casi familiari.
Rari casi ereditari di malattia di Parkinson sono causati da mutazioni nel gene di α-sinucleina (conosciuto come SNCA). 
A oggi sono note cinque mutazioni puntiformi di α-sinucleina in grado di causare forme ereditarie dominanti di Parkinson: A53T, A30P, E46K, H50Q e G51D.
Inoltre anche duplicazioni o triplicazioni del gene SNCA causano forme ereditarie e dominanti di malattia di Parkinson.
L'α-sinucleina connette l'infiammazione con lo sviluppo della malattia di Parkinson, con il coinvolgimento dei geni stimolati dagli interferoni. A seguito di ogni stimolo che attiva gli interferoni, un tipo di risposta immunitaria, l'α-sinucleina interagisce con le proteine di segnale nei neuroni per attivare l'espressione dei geni stimolati dagli interferoni stessi (interferon-stimulated genes, ISG).

## Espressione tissutale
α-sinucleina è una proteina di funzione sconosciuta, espressa prevalentemente nei tessuti nervosi. Nel cervello, α-sinucleina è espressa fortemente nella neocorteccia, talamo, ippocampo, substantia nigra e cervelletto. È espressa anche nel sistema nervoso enterico intestinale, e più debolmente in molti altri tessuti corporei, con l'eccezione del fegato.

## Diagnosi
Sebbene la malattia di Alzheimer, La demenza per corpi di Lewy e l'atrofia multisistemica siano malattie caratterizzate da un quadro clinico notevolmente diversificato, l'accumulo di questa proteina nelle terminazioni del sistema nervoso centrale, noto dalla prima decade degli anni 2000, permette di diagnosticarla mediante una biopsia cutanea.
Al 2025 è in corso la definizione di un protocollo unico internazionale per i vari laboratori.